# Seagoville
Seagoville é uma cidade localizada no estado norte-americano do Texas, no Condado de Dallas e Condado de Kaufman.

## Demografia
Segundo o censo norte-americano de 2000, a sua população era de 10.823 habitantes.
Em 2006, foi estimada uma população de 11.377, um aumento de 554 (5.1%).

## Geografia
De acordo com o United States Census Bureau tem uma área de 42,2 km², dos quais 42,1 km² cobertos por terra e 0,1 km² cobertos por água. Seagoville localiza-se a aproximadamente 132 m acima do nível do mar.

## Localidades na vizinhança
O diagrama seguinte representa as localidades num raio de 16 km ao redor de Seagoville.